# Širokolisna veprina
Širokolisna veprina (jezičasta veprina, meka veprina, mekolisna veprina, lat. Ruscus hypoglossum), vrsta veprine, biljke iz porodice šparogovki.
Širokolisna veprina poznata je i kao meka veprina, mekolisna veprina, jezičasta veprina i velika veprina. Rasprostranjena je po srednjoj i jugoistočnoj Europi, Maloj Aziji i sjevernoj Africi, a raste i u Hrvatskoj. 
Stabljika joj je polegnuta i slabije razgranata, duga do 60 cm. Listovi su joj zimzeleni, kožasti i mekani. Cvjetovi su sitni i neugledni, zelenkastobijele boje. Plod je jarkocrvena boba s jednom do dvije svjetlosmeđe sjemenke, koje dozrijevaju u kasnu jesen a ostaju i preko zime na biljci'
Zaštićena je.